# مرشد (اسم)
مرشد هو اسم علم مذكر من أصل عربي، ومعناه هو اسم فاعل من الفعل ارشد، والمعنى الهادي الدليل الواعظ.

## شخصيات تحمل الاسم
- مرشد أفندي (لاعب كرة قدم إندونيسي، 23 أبريل 1972 – )
- مرشد البذال الرشيدي (1908 – 1990)
- مرشد البروجردي (شاعر إيراني)
- مرشد الدوسري (لاعب كرة قدم سعودي، 24 أكتوبر 1994 – )
- مرشد ضرغام (ممثل سوري، 15 أكتوبر 1956 – )
- مرشد علي العرشاني (سياسي يمني، 1952 – )

## وصلات خارجية
- موسوعة السلطان قابوس لأسماء العرب